# 金迪奥省
金迪奧省（Departamento del Quindío）是哥倫比亞中西部的一個省，位於安第斯山脈的西科特勒拉山脈和中科特勒拉山脈之間。面積1,845平方公里，2018年人口为574,960人。首府亞美尼亞城。
1966年7月1日設省。下設十二個自治市。